# Wolfgang Haack
Wolfgang Haack (alemany: Wolfgang Siegfried Haack)  (Gotha, 24 d'abril de 1902 - Berlín, 28 de novembre de 1994) va ser un matemàtic alemany.

## Vida i Obra
Haack va estudiar enginyeria a l'Escola Tècnica Superior de Hannover i matemàtiques a la universitat de Jena, on es va doctorar el 1926. Els dos cursos següents va estar a la universitat d'Hamburg com assistent de Wilhelm Blaschke i a continuació a Stuttgart amb Martin Wilhelm Kutta. El 1929 va aconseguir l'habilitació per a la docència universitària a la universitat de Danzig. Va continuar a Danzig fins al 1935, quan va ser nomenat professor de la Universitat Tècnica de Berlín en la qual només va estar dos cursos ja que el 1937 va ser traslladat a l'Institut Tecnològic de Karlsruhe, on va romandre fins al final de la Segona Guerra Mundial.
En començar la guerra, no va dubtar en posar-se al servei de les autoritats nazis per assegurar-se una bona posició, una carrera acadèmica i uns bons ingressos. Va dirigir els seus esforços cap a l'aerodinàmica, treballant en la forma dels projectils per evitar la fricció de l'aire. Acabada la guerra, va estar treballant a Bad Gandersheim com assessor de la Branca de Recerca Militar Britànica.
El 1949 es va incorporar com professor a la Universitat Tècnica de Berlín, de la qual es va jubilar el 1968.

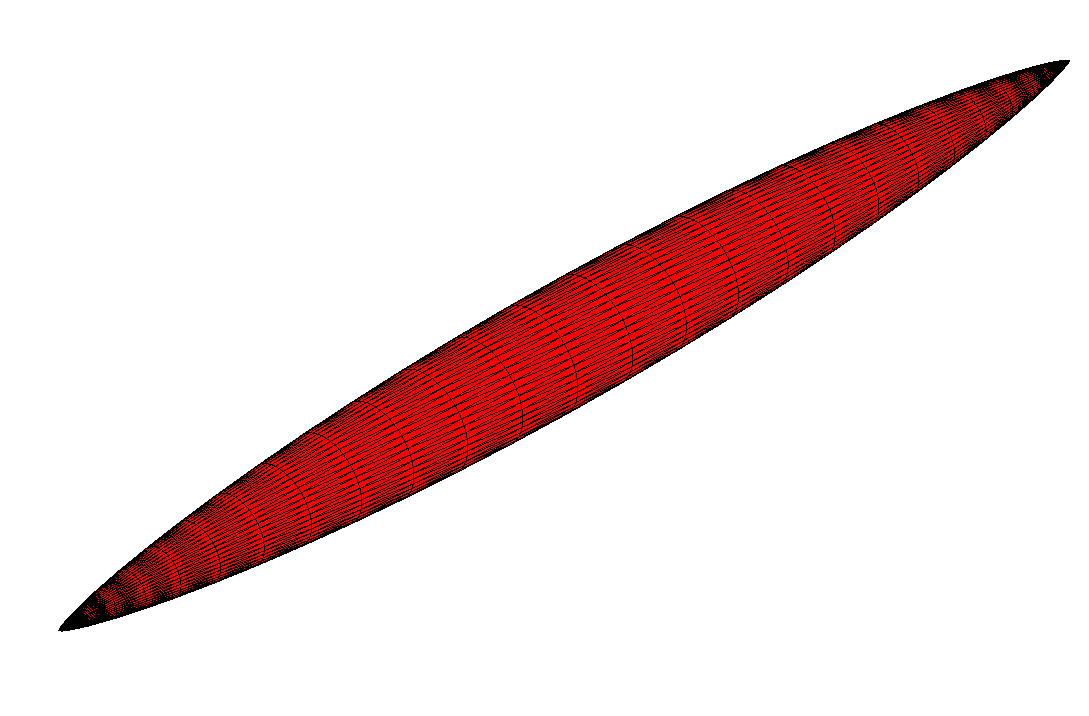
Cos de Sears-Haack

El primer camp d'interès de Haack va ser la geometria diferencial, tema sobre el que va publicar un tractat el 1948, que va ser reeditat en diverses ocasions. A partir de la guerra es va anar interessant per les equacions diferencials involucrades en la balística i l'aerodinàmica. En un treball seu de 1941 va descobrir el anomenat cos de Sears-Haack que és la forma de projectil que presenta menor resistència a un flux supersònic. Haack va publicar una cinquantena d'articles científics.